# برداشتن بال

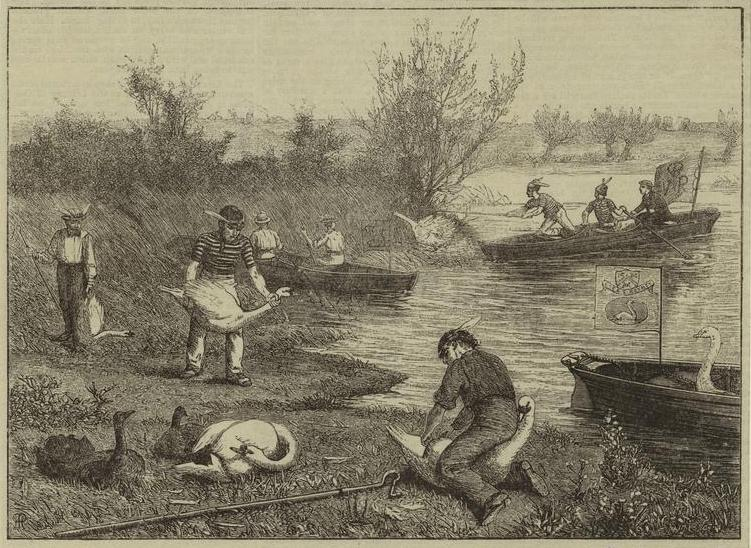
نگارهٔ سال ۱۸۷۵ از قوها در زمان برداشت قو

برداشتن بال یا بریدن بال (به انگلیسی: Pinioning)، به عمل جراحی برداشتن مفصل پینیون، مفصل بال پرنده در دورترین فاصله از بدن، برای جلوگیری از پرواز گفته می‌شود. بریدن بال اغلب برای پرندگان آبزی و ماکیان انجام می‌شود. این عمل معمولاً برای گونه‌های پرنده همراه مانند طوطی انجام نمی‌شود.

## روش
برداشتن مفصل پینیون پرنده، رشد پرهای بال را متوقف می‌کند و از شتاب مورد نیاز برای پرواز جلوگیری می‌کند و مشابه قطع دست انسان در مچ است. بسته به کشوری که نگهدارنده در آن مشغول به کار است، برداشتن بال ممکن است توسط یک دامپزشک یا یک پرورش‌دهنده آموزش‌دیده انجام شود. به عنوان مثال، انجام این روش در بریتانیا برای هر کسی به‌جز یک دامپزشک غیرقانونی است. این شبیه به دیگر روش‌های اصلاح و جراحی جانوران بزرگ‌شده خانگی، مانند چسباندن دم به سگ و شکافتن سر گربه است.
جدای از پیشگیری از پرواز، معمولاً تصور می‌شود که اگر به درستی و در سنین پایین انجام شود، اثر منفی بلندمدت کمی از پینیون وجود دارد. با این حال، تأثیر برداشتن بال بر رفاه جانوران موضوع بحث فزاینده‌ای است. به عنوان مثال، اکنون مشخص شده‌است که این عمل که اغلب بدون تسکین درد انجام می‌شود، در پرندگان جوان به همان اندازه پرندگان بالغ دردناک است، اگر بیشتر نباشد. شواهد همچنین حاکی از آن است که برداشتن بال ممکن است باعث ایجاد سندرم اندام خیالی شود که مشابه آنچه در افراد قطع عضو مشاهده می‌شود. به این دلایل، این عمل در مناطق خاصی ممنوع شده‌است و در معرض بررسی دقیق قرار دارد.